# 三千浦站
三千浦站（：／ Samcheonpo yeok */?）曾經为韩国铁路晋三线上的一座鐵路站，位于庆尚南道泗川市，已于1990年废止。

## 历史
- 1965年9月24日，落成使用[1]。
- 1990年1月20日，停止使用[2]。